# حملة الآفات الأربع

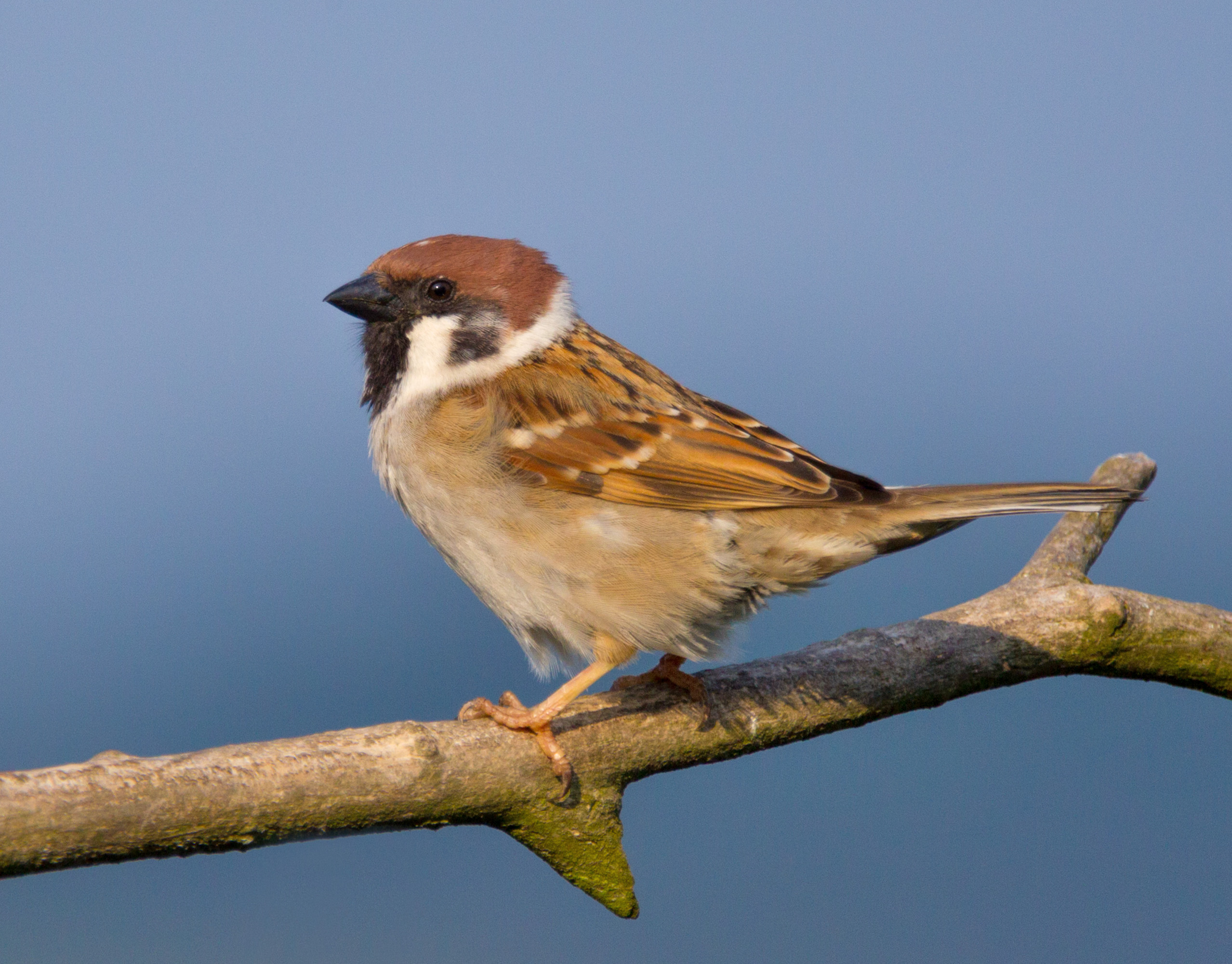
كان عصفور الشجر الهدف الأبرز للحملة.

حملة الآفات الأربع (بالصينية: 除四害؛ بينيين: Chú Sì Hài) كانت واحدة من أولى الإجراءات التي اتُّخِذَتْ في القفزة العظيمة للأمام في الصين من 1958 إلى 1962. الآفات الأربعة التي سيتم القضاء عليها كانت الجرذان والذباب والبعوض والعصافير خاصة عصفور الشجر الذي أكل بذور الحبوب والفواكه. تُعرف إبادة العصافير أيضًا باسم حملة سحق العصافير (بالصينية: 打麻雀 运动؛ بينيين: Dǎ Máquè Yùndòng) أو حملة القضاء على العصافير (بالصينية: 消灭 麻雀 运动؛ بينيين: Xiāomiè Máquè Yùndòng)، مما أدى إلى اختلال شديد في التوازن البيئي، أحد أسباب مجاعة الصين الكبرى. في عام 1960، أنهى ماو تسي تونغ الحملة ضد العصافير.

## الحملة
في محاولة منه لزيادة الإنتاجية بالبلاد، قرر الزعيم الصيني ماو تسي تونغ عام 1958 إعلان الحرب على العصافير والجرذان والذباب والبعوض في صورة حملة للنظافة العامة سميت ب"حملة الآفات الأربع"، والسبب وراء اختيار هؤلاء الأربع هو أن البعوض ينقل الملاريا المؤدية للموت مما يقلل الأيدي العاملة ومن ثمّ يقل الإنتاج، والجرذان تنقل الطاعون الذي يقضي على مدن بأكملها، أما الذباب فوجب قتله لأنه مزعج، والعصافير وبخاصة عصفور الشجر حالها كحال أغلب من يعيش في الصين جوعى يبحثون عن طعام، وغذائهم الرئيسي هو الحبوب المزروعة في الحقول والفواكه، قدر العلماء التابعون للحكومة الصينية حينها أن العصفور الواحد يتناول ما يقارب 4 كيلوجرامات من الحبوب سنويًا، وبالتالي كان من البديهي قتل العصافير، فكلما مات عصفور واحد توفر للصينيين 4 كيلوجرامات من الحبوب كل عام، وإذا قتلوا 250 عصفور فهذا 1000 كيلوجرام إضافي من الحبوب كل عام.
وفقًا لبعض شهود العيان، كان المواطنون يضربون الأواني والمقالي بحيث لا تتاح للعصافير الراحة على أغصان الأشجار وتسقط من السماء. كما تم تدمير أعشاش العصافير، وكسر البيض، وقتل الفراخ الصغيرة. بالإضافة إلى هذه التكتيكات، لجأ المواطنون أيضًا ببساطة إلى إطلاق النار على الطيور من السماء. استنزفت هذه الهجمات الجماعية أعداد العصافير، ما أدّى إلى انقراضها تقريبًا. علاوة على ذلك، جرت مسابقات بين الشركات والهيئات الحكومية والمدارس، وتم منح مكافآت لأولئك الذين سلموا أكبر عدد من ذيول الفئران أو الذباب الميت والبعوض أو العصافير الميتة.